# 开花山站
開花山站（：／ Gaehwasan yeok */?）是首都圈電鐵5號線沿線的一座地下車站，位於韓國首爾特別市江西區傍花洞。站名取自鄰近的開花山。

## 車站構造
車站大廳位於1樓及地下1樓，月台層則位於地下2樓。
站體為2面2線曲線式設計側式月台的地下車站，候車月台設有月台幕門。

### 月台配置
| 傍花 ↑     |
| \| 上      |
| ↓ 金浦機場 |

| 月台 | 路線             | 目的地                                       |
| ---- | ---------------- | -------------------------------------------- |
| 上行 | ●首都圈電鐵5號線 | 傍花方向                                     |
| 下行 | ●首都圈電鐵5號線 | 汝矣島、光化門、上一洞、河南黔丹山、馬川方向 |

## 歷史
- 1996年3月20日：落成啟用。

## 車站周邊
- 開花站
- 開花山（朝鲜语：개화산）
- 開花治安中心
- 傍花11洞綜合社會福祉館
- 機場高校
- 傍花中學
- 傍花初等學校
- 首爾開花初等學校
- 仁川國際機場高速公路金浦機場交流道（朝鲜语：김포공항 나들목）

## 圖片

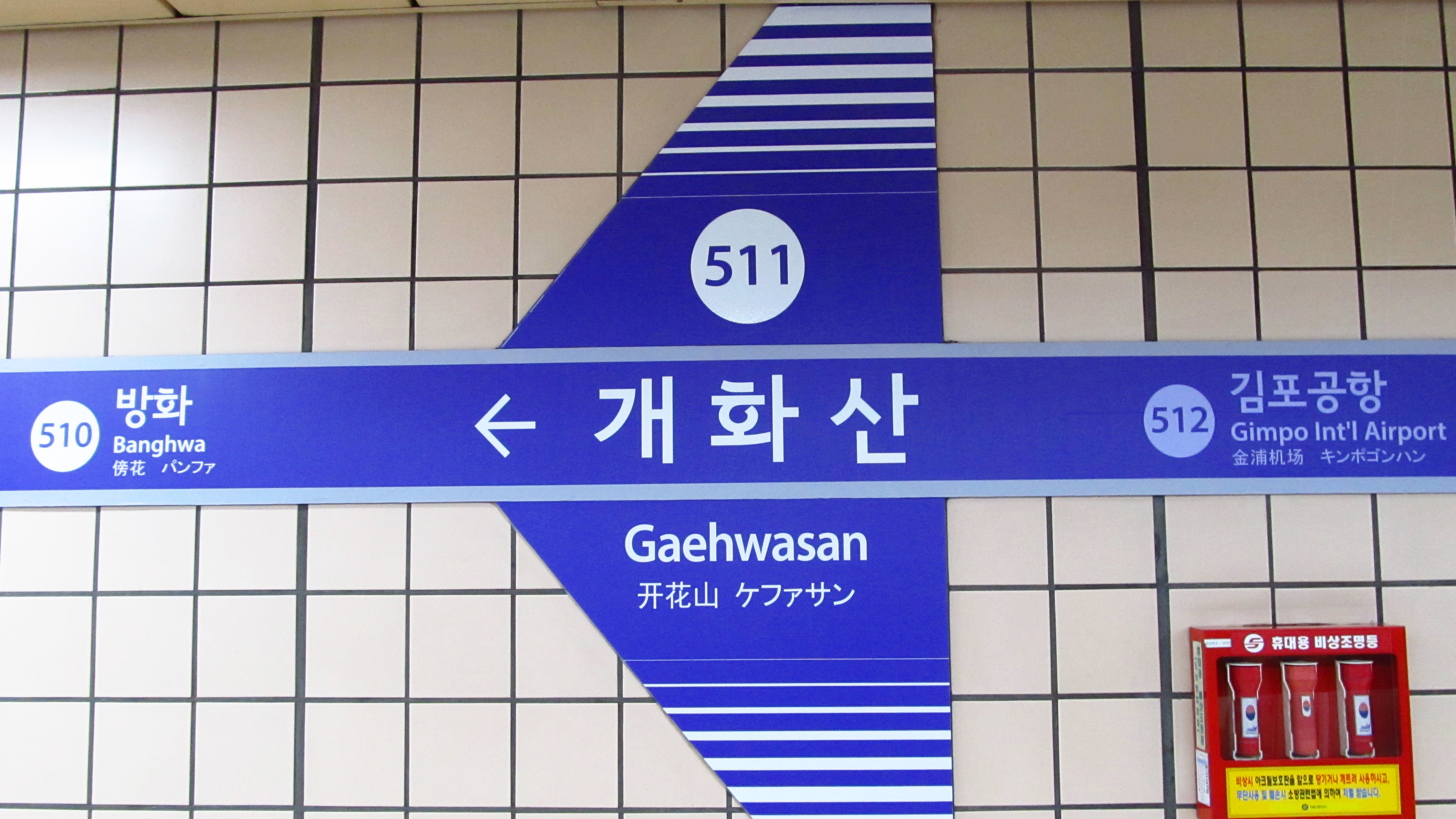
站名牌
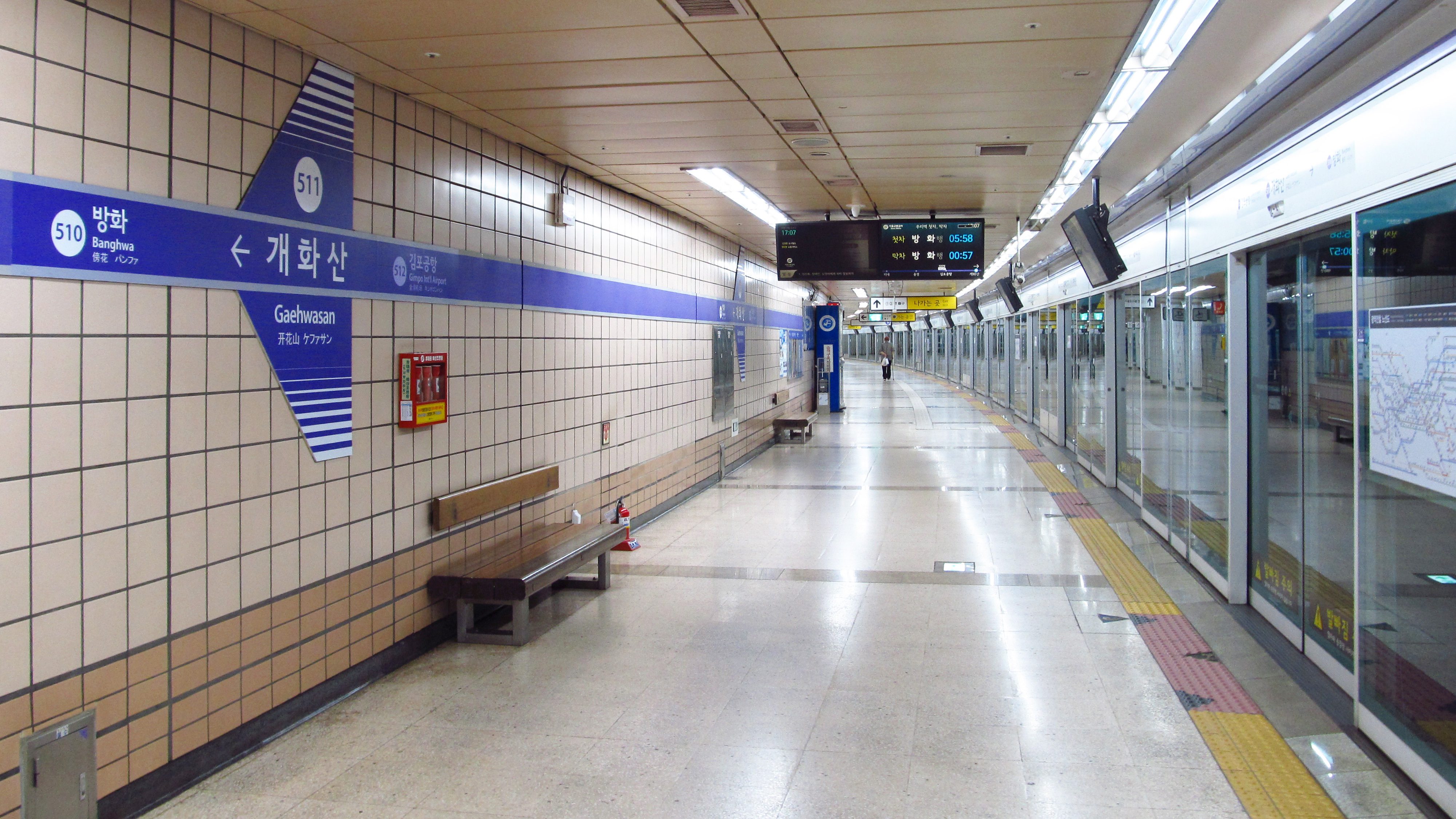
候車月台
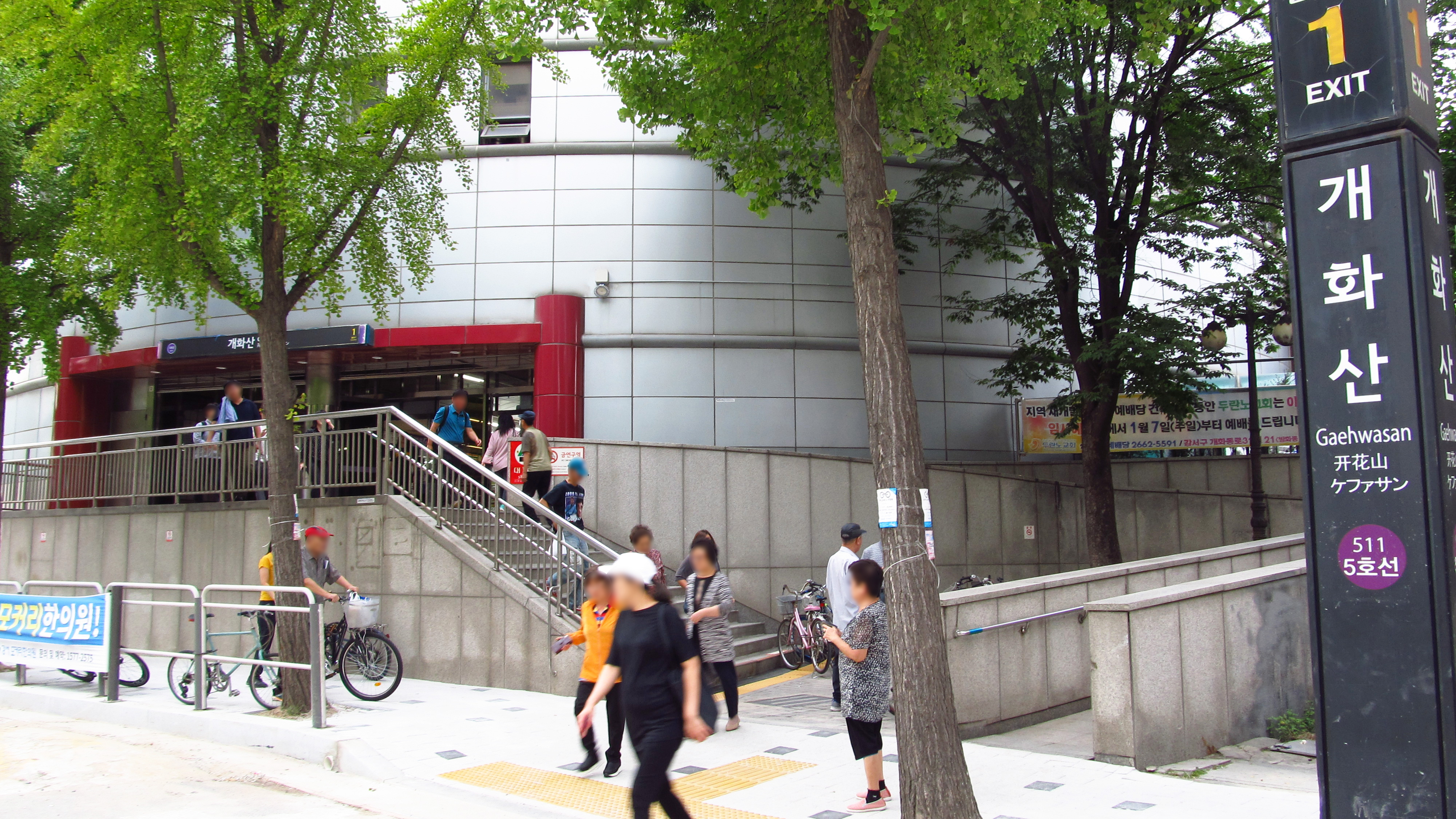
1號出口

## 相鄰車站
首爾交通公社
●首都圈電鐵5號線
傍花（510）－開花山（511）－金浦機場（512）